# Bechtsrieth

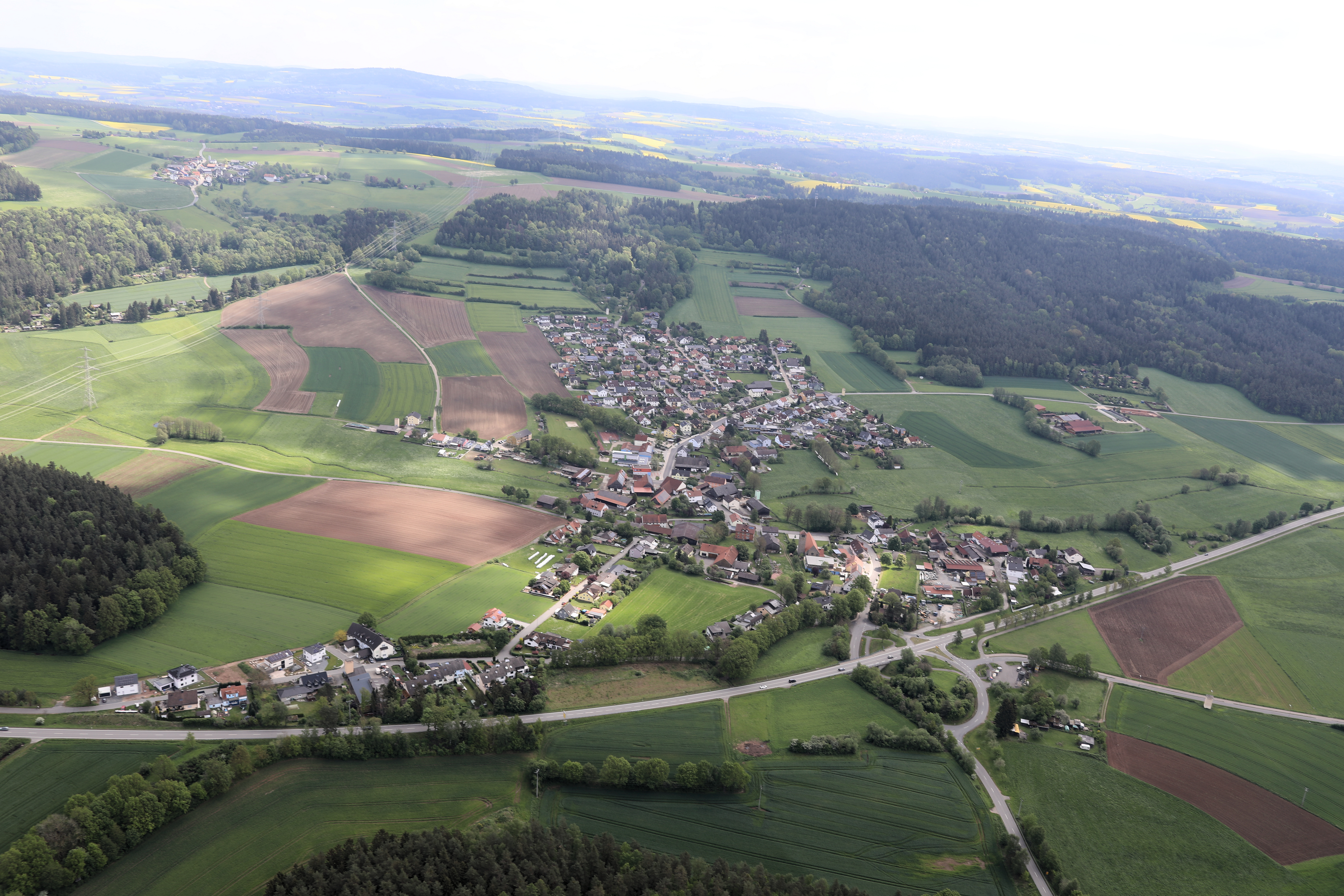
Bechtsrieth (2024)

Bechtsrieth ist eine Gemeinde im Oberpfälzer Landkreis Neustadt an der Waldnaab. 

## Geografie

### Geografische Lage
Bechtsrieth liegt im Naturpark Nördlicher Oberpfälzer Wald (Oberpfälzer Wald), ca. vier Kilometer südöstlich von Weiden. Der alte Ortskern wird vom Gleitsbach, einem rechten Zufluss der Luhe, durchflossen.

### Gemeindegliederung
Es gibt zwei Gemeindeteile (in Klammern ist der Siedlungstyp angegeben):
- Bechtsrieth (Kirchdorf)
- Trebsau (Dorf)

### Nachbargemeinden
- Irchenrieth
- Pirk
- Schirmitz
- Weiden

## Geschichte

### Bis zur Gemeindegründung
Bechtsrieth wurde im Jahre 1408 als „Perchtersreuth“, im Jahr 1436 als „Perchtolzriet“ urkundlich erwähnt. Die Namensendung -reuth bzw. -riet, die mit dem Wort Rodung zusammenhängt, deutet darauf hin, dass Bechtsrieth im Rahmen des großen Landausbaus vom 11. bis zum beginnenden 13. Jahrhundert am Oberlauf der Naab und ihren Seitenläufen als Rodungssiedlung angelegt wurde. Der Ort am Gleitsbach, einem Zufluss der Luhe, war wohl eine Rodung, die von einem Berthold geleitet wurde. Solche Rodungsleiter führten meist im Auftrag des Landesherrn siedlungswillige Bauern in bisher ungenutzte Gebiete. Die Landesherren waren an der Erschließung ihrer Ländereien stark interessiert, da mehr landwirtschaftliche Flächen größere Ernteerträge und damit höhere Steuereinnahmen bedeuteten.
Die nördliche Oberpfalz war zumindest vor Ankunft der ersten deutschen bzw. bajuwarischen Siedler, wahrscheinlich aber auch noch während der ersten Jahre und Jahrzehnte der Rodungsarbeiten, von großräumig verteilten slawischen Siedlungsinseln durchsetzt. Darauf verweisen z. B. die Namen des Gleitsbaches und des Nachbardorfes Trebsau, die nach dem Erlanger Germanisten Ernst Schwarz slawischen Ursprungs sind. Im Laufe Jahrhunderte des Zusammenlebens ging die slawische Bevölkerung in der deutschen Bevölkerung auf.
Die Landgrafen von Leuchtenberg hatten lange Zeit Güter und Rechte in dem Ort. Um die Mitte des 16. Jahrhunderts besaßen sie in Bechtsrieth sechs Höfe und zwei Lehen. Um die Mitte des 18. Jahrhunderts bestand Bechtsrieth aus 26 Anwesen und einem Hirtenhaus. Neben den Bauern gab es einen Müller, einen Weber, einen Schneider und einen Hirten. Im Jahr 1808 wurde aus dem Dorf Bechtsrieth, dem Dorf Trebsau und der Einöde Trebsauermühle ein Steuerdistrikt gebildet.
Der Gemeindeteil Trebsau war ein Landsassengut mit dem Recht auf die Niedere Gerichtsbarkeit. Der Adelssitz war im 18. bis zur Mitte des 19. Jahrhunderts im Besitz der Familie von Preisling. Auf deren Wappen geht der Phönix in der vorderen Schildhälfte des heutigen Gemeindewappens zurück.
Die im Jahr 1821 gegründeten politischen Gemeinden Bechtsrieth (mit 30 Familien) und Trebsau (23 Familien) wurden 1854 zur Gemeinde Bechtsrieth zusammengeschlossen.

### 20. Jahrhundert

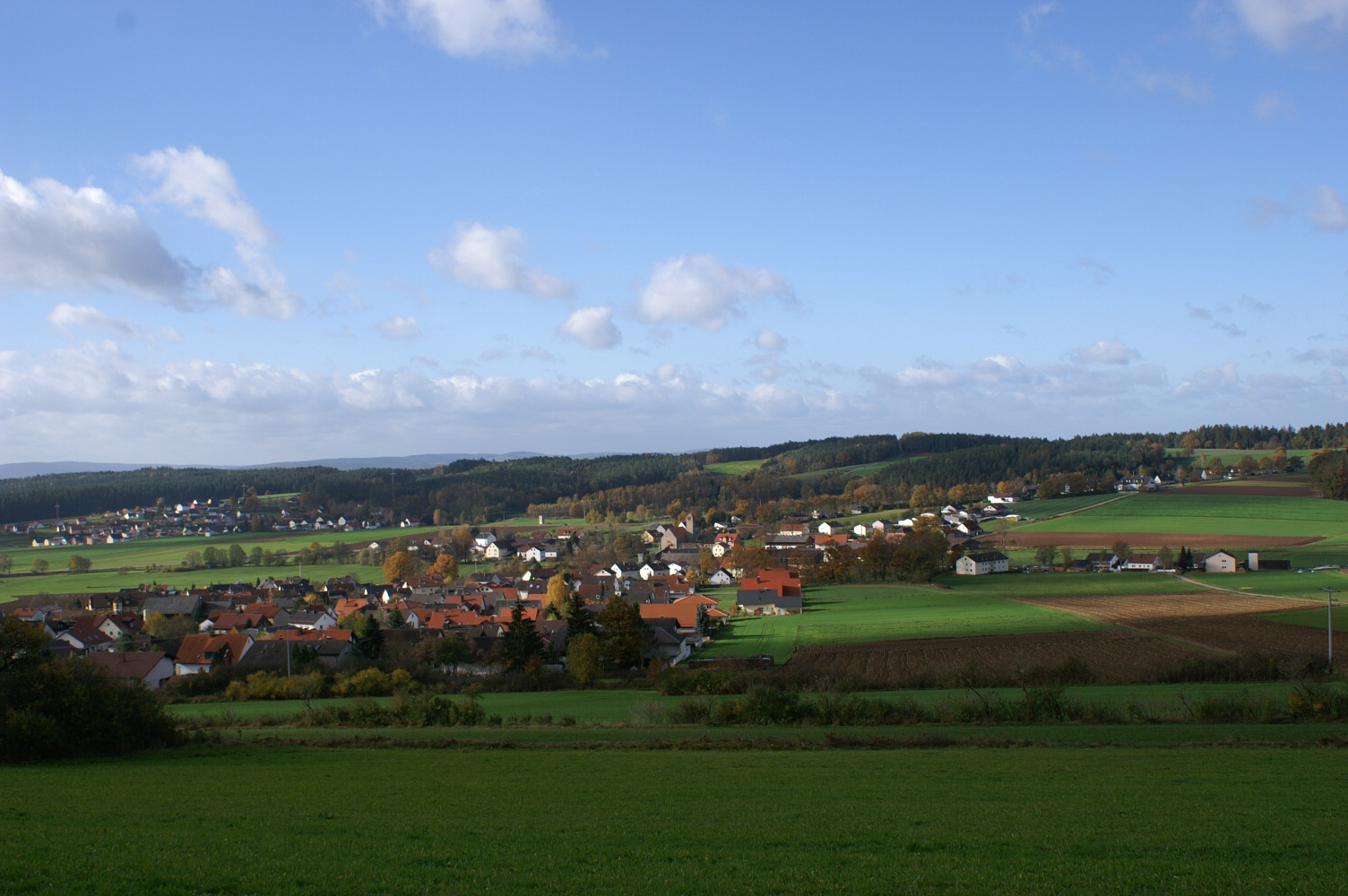
Bechtsrieth und Trebsau (links im Hintergrund)

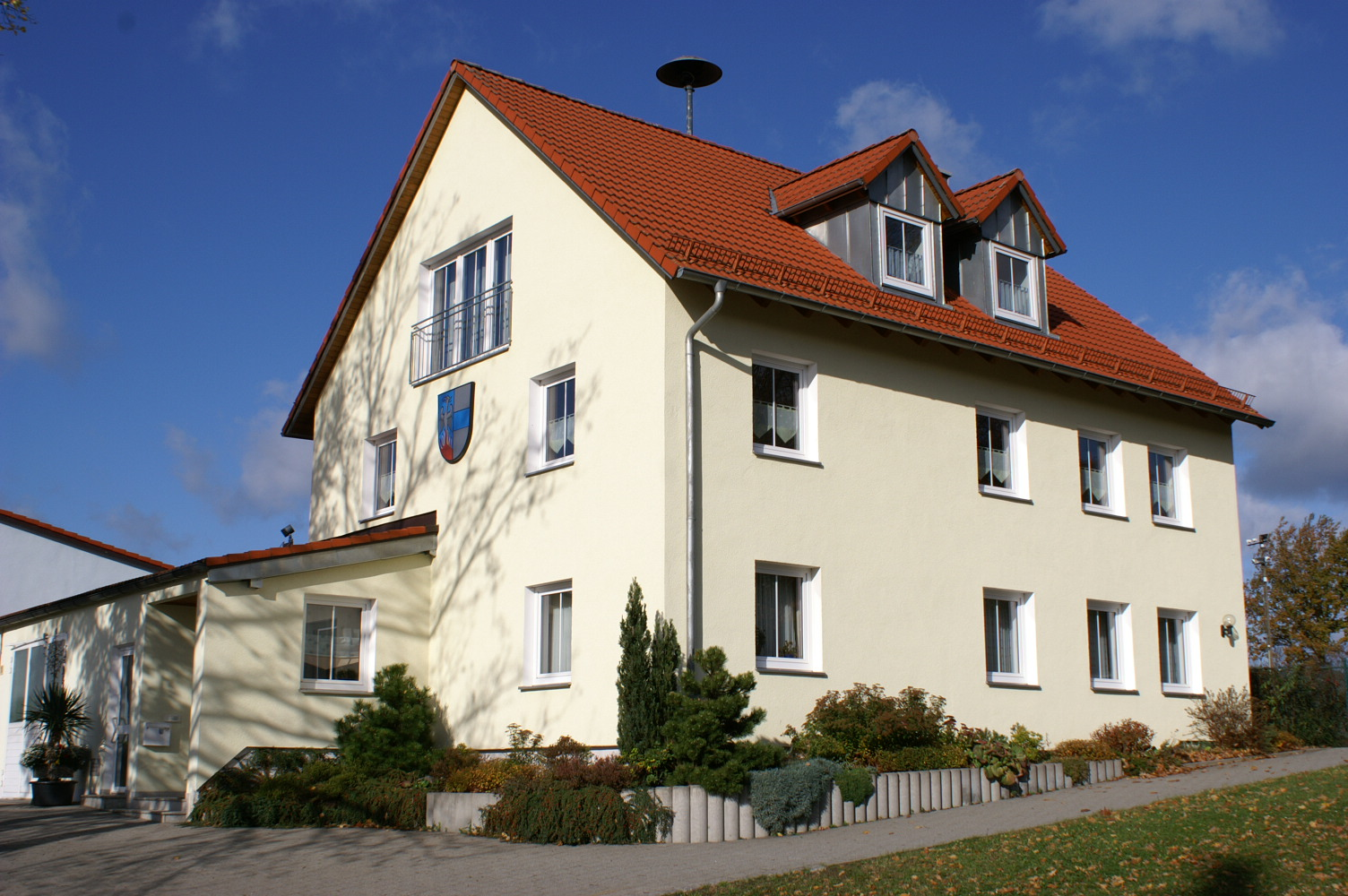
Das Rathaus der Gemeinde Bechtsrieth

Nach dem Ende des Zweiten Weltkriegs erfuhr die Bevölkerungszahl Bechtsrieths einen erheblichen Zuwachs. Zunächst siedelten sich in der sogenannten Alten Siedlung viele Vertriebene an. Seit der Mitte der 1960er Jahre wurde Bechtsrieth als Wohnort für Berufspendler, vor allem nach Weiden, sehr beliebt, was zu einer Ausweitung insbesondere der östlichen Wohngebiete führte. Nach wie vor gibt es mehrere landwirtschaftliche Betriebe in dem Ort.

### Religionen
Bechtsrieth und Trebsau bilden zusammen eine Filialgemeinde der katholischen Pfarrei Schirmitz, deren Filialkirche St. Josef sich in Bechtsrieth befindet.

### Eingemeindungen
Am 1. Januar 1978 wurden im Zuge der Gebietsreform Bechtsrieth und Trebsau mit Irchenrieth zur Gemeinde Irchenrieth zusammengeschlossen. Seit dem 1. Januar 1994 ist Bechtsrieth nach einem Bürgerentscheid und der Zustimmung des Bayerischen Landtags wieder eine eigenständige Gemeinde mit den Teilorten Bechtsrieth und Trebsau. Gleichzeitig wurde die Gemeinde in die Verwaltungsgemeinschaft Schirmitz aufgenommen.

### Einwohnerentwicklung
Zwischen 1995 und 2018 stagnierte die Einwohnerzahl der Gemeinde bei ca. 1030 bis 1100 Einwohnern.

## Politik und Gemeindeverwaltung
Die Gemeinde ist Mitglied der Verwaltungsgemeinschaft Schirmitz.

### Bürgermeister
Erster Bürgermeister ist Markus Ziegler.

### Wappen
| | Blasonierung: „Gespalten von Blau und Silber, vorne ein aus roten Flammen emporsteigender silberner Phönix, hinten ein blauer Balken.“ |
| Wappenbegründung: Der Phönix in der vorderen Schildhälfte ist aus dem Wappen der Familie von Preisling übernommen, die von 1706 bis 1848 das Landsassengut bzw. Patrimonialgericht Trebsau innehatte. Symbolisch erinnert der Phönix auch an das Wiedererstehen der Gemeinde Bechtsrieth zum 1. Januar 1994, nachdem die Gemeinde jahrelang und schließlich mit Erfolg gegen den 1978 im Zuge der Gebietsreform durchgeführten Zusammenschluss mit Irchenrieth gekämpft hatte. Das hintere Feld, in Silber ein blauer Balken, zeigt das Wappen der Leuchtenberger, zu deren Hoheitsgebiet, der Landgrafschaft Leuchtenberg, das Gemeindegebiet vom Mittelalter bis in das 17. Jahrhundert gehört hatte. Wappenführung seit 1995 | |

## Kultur und Sehenswürdigkeiten

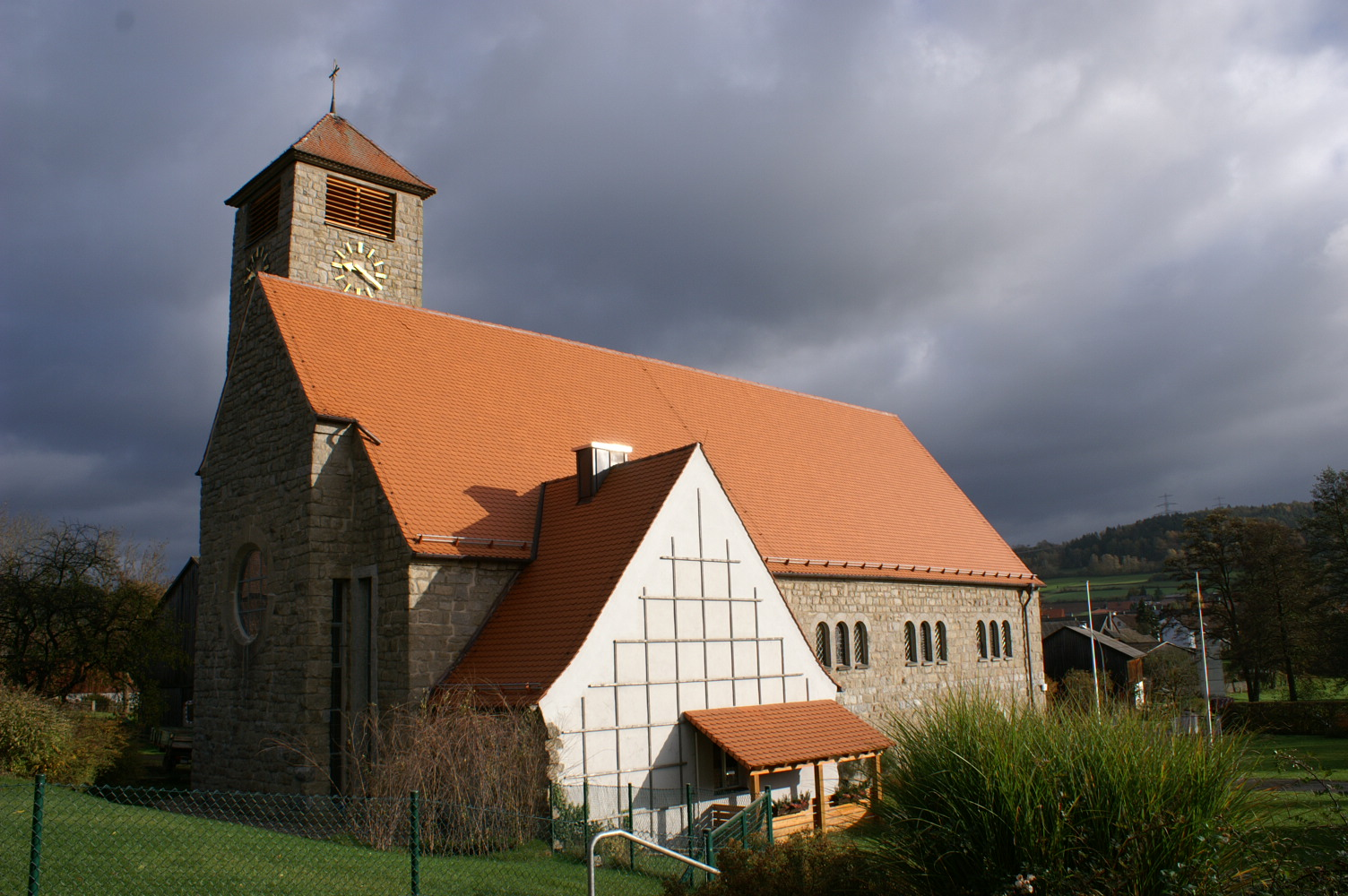
Die Kirche St. Josef in Bechtsrieth

### Bauwerke
Die in den 1930er Jahren erbaute Kirche St. Josef ist die Filialkirche der zur katholischen Pfarrei Schirmitz gehörenden Filialgemeinde Bechtsrieth.

### Naturdenkmäler
Der östlich von Bechtsrieth auf Weidener Stadtgebiet gelegene 631 m hohe Dreifaltigkeitsberg, auf dem sich eine gleichnamige Kapelle befindet, ermöglicht den Blick über das Gemeindegebiet sowie die Auenlandschaft des nahe gelegenen Waldnaabtals. Den Höhenzug überqueren zwei Fernwanderwege, der 176 km lange Burgenweg sowie der 660 km lange Goldsteig.

### Sport
- Turnhalle und Sportplatz

### Vereine
- Turnverein Bechtsrieth
- KLJB Bechtsrieth/Trebsau

### Regelmäßige Veranstaltungen
- Crosslauf

## Wirtschaft und Infrastruktur

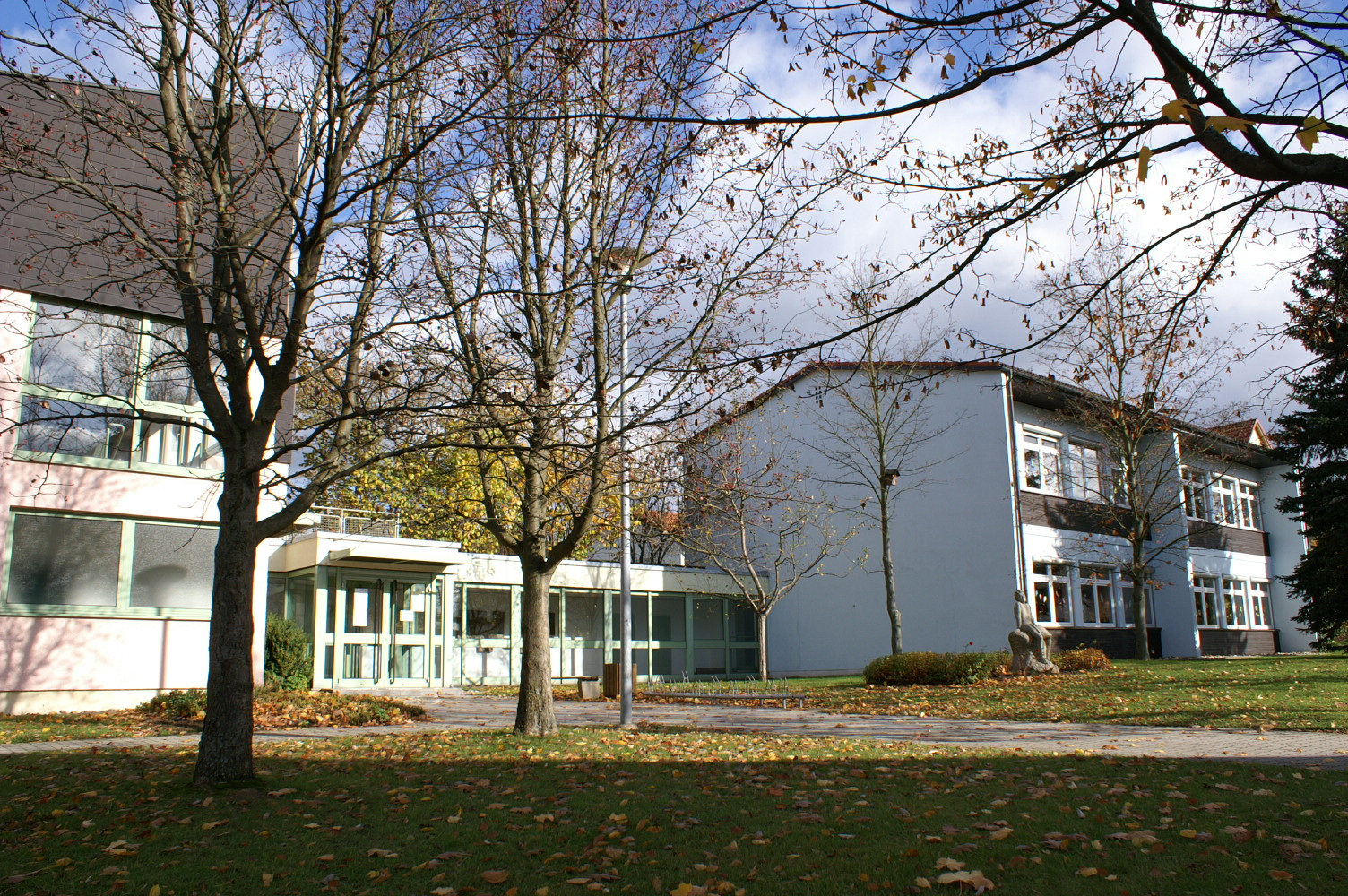
Die Grundschule in Bechtsrieth

### Verkehr
Bechtsrieth liegt an der Bundesstraße 22 (Würzburg–Bamberg–Weiden–Cham), der in diesem Streckenabschnitt die alte Bayerische Ostmarkstraße sowie die touristische Glasstraße folgen. Über die ca. sieben Kilometer entfernte Anschlussstelle 25 (Weiden-Süd) der Bundesautobahn 93 (Hof–Weiden–Regensburg–Kiefersfelden) ist Bechtsrieth an das überregionale Fernstraßennetz angeschlossen. Die Buslinie 11 des  ÖPNVs, die zwischen Weiden und Leuchtenberg/Oberviechtach verkehrt, gewährleistet über den Bahnhof Weiden die Anbindung an das Eisenbahnnetz, ein zwischen Weiden und Michldorf verlaufender Radweg zudem die Anbindung an das Fernradwegenetz.

### Bildung
In Bechtsrieth befinden sich der in Trägerschaft der Arbeiterwohlfahrt geführte Kindergarten Rasselbande sowie eine vierklassige Grundschule, die auch von den Kindern aus der Nachbargemeinde Irchenrieth besucht wird.